# Laura Unsworth

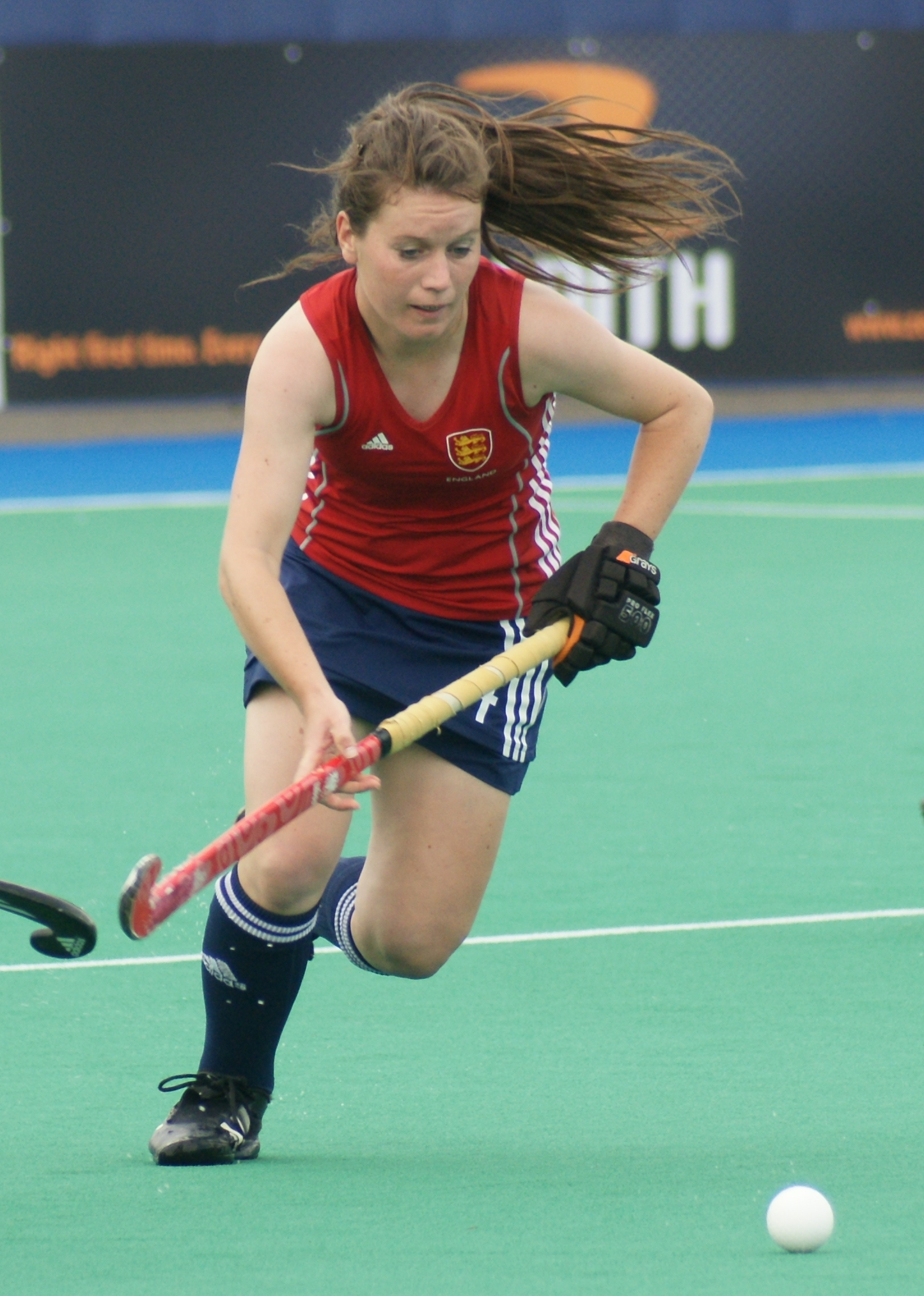
Laura Unsworth (2009)

Laura Emma Unsworth, MBE (* 8. März 1988 in Royal Sutton Coldfield) ist eine britische Hockeyspielerin. Sie war Olympiasiegerin 2016 sowie Olympiadritte 2012 und 2020.

## Leben
Die 1,57 m große Laura Unsworth debütierte 2008 in der englischen Nationalmannschaft. 2009 gewannen die Engländerinnen die Bronzemedaille bei der Europameisterschaft in Amstelveen. Im September 2010 wurde in Rosario die Weltmeisterschaft 2010 ausgetragen. Nach einem zweiten Platz in der Vorrunde hinter den Argentinierinnen unterlagen die Engländerinnen im Halbfinale den Niederländerinnen im Siebenmeterschießen. Das Spiel um Bronze gewannen die Engländerinnen mit 2:0 gegen die deutsche Mannschaft. Drei Wochen nach der Weltmeisterschaft begannen in Delhi die Commonwealth Games. Dort gewannen die Engländerinnen Bronze. Im Jahr darauf erkämpften die Engländerinnen auch bei der Europameisterschaft in Mönchengladbach die Bronzemedaille. 2012 war London der Austragungsort der Olympischen Spiele. Die britische Mannschaft belegte in der Vorrunde den zweiten Platz hinter den Niederländerinnen. Im Halbfinale unterlagen die Britinnen den Argentinierinnen mit 1:2. Das Spiel um Bronze gegen die Mannschaft Neuseelands gewannen die Britinnen mit 3:1.
Nach vier Bronzemedaillen in Folge erreichten die Engländerinnen bei der Europameisterschaft 2013 in Boom das Finale. Das Spiel endete 4:4, im Penaltyschießen gewannen die Deutschen. Im Frühjahr 2014 fand in Den Haag die Weltmeisterschaft 2014 statt, bei der die Engländerinnen den elften Platz belegten. Bei den Commonwealth Games 2014 in Glasgow unterlagen die Engländerinnen im Finale der australischen Mannschaft. 2015 war London Austragungsort der Europameisterschaft. Die Engländerinnen gewannen ihre Vorrundengruppe vor den Deutschen und bezwangen im Halbfinale die spanische Mannschaft. Das Finale wurde im Shootout entschieden und die Engländerinnen gewannen gegen die Niederländerinnen.
Nach der Europameisterschaft 2015 trat Unsworth bis zu den Olympischen Spielen 2016 in Rio de Janeiro nur in der britischen Mannschaft an. Beim Turnier in Rio de Janeiro gewannen die Niederländerinnen und die Britinnen jeweils ihre Vorrundengruppe. Die Britinnen erreichten das Finale mit Siegen über Spanien und Neuseeland. Die Entscheidung im Finale gegen die Niederländerinnen fiel im Shootout, die Britinnen gewannen die Goldmedaille, wobei Unsworth ihren Versuch im Shootout vergeben hatte.
Bei der Europameisterschaft 2017 in Amstelveen gewannen die Engländerinnen Bronze vor den Deutschen. Im Frühjahr 2018 siegten die Engländerinnen bei den Commonwealth Games an der australischen Gold Coast im Spiel um Bronze gegen die indische Mannschaft. Drei Monate später bei der Weltmeisterschaft in London unterlagen die Engländerinnen im Viertelfinale den Niederländerinnen. In der Gesamtwertung erreichten sie den sechsten Platz. 2019 belegte die englische Mannschaft den vierten Platz bei der Europameisterschaft in Antwerpen. Zwei Jahre später verpassten die Engländerinnen das Halbfinale bei der Europameisterschaft in Amstelveen und belegten den fünften Platz. Bei den Olympischen Spielen in Tokio bezwangen die Britinnen im Viertelfinale die Spanierinnen im Penaltyschießen, im Halbfinale unterlagen sie den Niederländerinnen mit 1:5. Im Spiel um den dritten Platz trafen die Britinnen auf die Inderinnen und siegten mit 4:3.
Laura Unsworth bestritt als Mittelfeldspielerin und Verteidigerin bis November 2020 145 Länderspiele für England und 122 Länderspiele für die britische Mannschaft. Auf Vereinsebene spielte Unsworth viele Jahre für den East Grinstead Hockey Club, zudem für Holcombe, Loughborough Students und Sutton Coldfield.